# Calanthe hennisii
Calanthe hennisii är en orkidéart som beskrevs av August Loher. Calanthe hennisii ingår i släktet Calanthe och familjen orkidéer. Inga underarter finns listade i Catalogue of Life.